# Свиноедово (посёлок)
Свиноедово — посёлок в городском округе Мытищи Московской области России. 1994—2006 гг. — посёлок Коргашинского сельского округа Мытищинского района, 2006—2015 гг. — посёлок городского поселения Пироговский Мытищинского района. Население — 43 чел. (2010).

## География
Расположен на севере Московской области, в юго-восточной части Мытищинского района, примерно в 6 км к северу от центра города Мытищи и 8 км от Московской кольцевой автодороги, на реке Чанке, впадающей в Клязьму, недалеко от Пироговского водохранилища системы канала имени Москвы. В посёлке 15 улиц и 3 переулка. Ближайшие населённые пункты — посёлки Здравница, Пирогово, деревни Высоково, Зимино и Свиноедово.

## Население
| 2002 | 2010 |
| ---- | ---- |
| 85   | ↘43  |